# Brachytarsomys albicauda
Brachytarsomys albicauda là một loài động vật có vú trong họ Nesomyidae, bộ Gặm nhấm. Loài này được Günther mô tả năm 1875.

## Hình ảnh

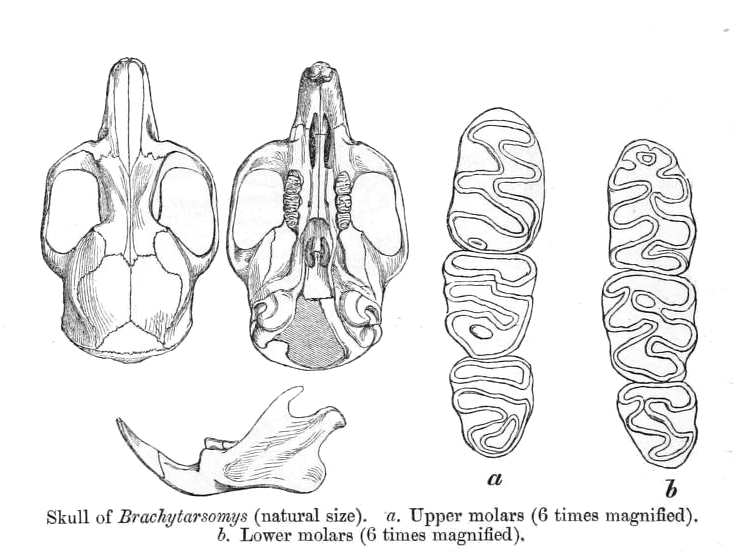